# Oh, Sammy!
Oh, Sammy! è un cortometraggio muto del 1913 diretto da Eddie Dillon (Edward Dillon) su un soggetto di Anita Loos. Il film, un corto di 150 metri prodotto dalla Biograph e distribuito in split reel, aveva come interprete protagonista lo stesso regista. Attualmente non si conoscono copie ancora esistenti del film che viene considerato perduto.

## Produzione
Il film fu prodotto dalla Biograph Company.

## Distribuzione
Distribuito dalla General Film Company, il film - un cortometraggio di 150 metri - uscì nelle sale cinematografiche USA il 15 dicembre 1913. Nelle proiezioni, veniva programmato con il sistema dello split reel, accorpato in un'unica bobina con un altro cortometraggio prodotto dalla Biograph, la commedia Riley's Decoys.